# Biuletyn Ormiańskiego Towarzystwa Kulturalnego
Biuletyn Ormiańskiego Towarzystwa Kulturalnego (ՀԱՅ ՄՇԱԿՈՒԹԱՅԻՆ ԸՆԿԵՐՈՒԹՅԱՆ ՏԵՂԵԿԱԳԻՐ) – pismo wydawane od 1990 roku w Polsce przez Ormiańskie Towarzystwo Kulturalne.

## Historia
Decyzję o wydawaniu Biuletynu podjęto na zebraniu inauguracyjnym w 1990 roku, ale pierwszy numer ukazał się dopiero 12 listopada 1993 roku. Początkowo pismo informowało tylko o sprawach Ormiańskiego Towarzystwa Kulturalnego i miało charakter lokalny, z czasem stając się pismem ogólnopolskim. W piśmie ukazują się zarówno artykuły naukowe, jak i wspomnienia, a od 2001 roku także opracowania poświęcone historii polskich Ormian.

## Druk
Biuletyn początkowo wydawany nieregularnie, w latach 1998–2001 wychodził jako kwartalnik. Od 2001 roku są wydawane 2 zeszyty rocznie. Wychodzi w 300 egzemplarzach, z czego 200 jest rozsyłanych do osób interesujących się kulturą ormiańską. Jest przekazywany do 16 największych polskich (między innymi Biblioteka Narodowa, Biblioteka Jagiellońska, Biblioteka Uniwersytecka w Warszawie, Biblioteka Główna Uniwersytetu Gdańskiego, Biblioteka Uniwersytecka we Wrocławiu) i zagranicznych (Biblioteka Brytyjska, Harvard Library, Nowojorska Biblioteka Publiczna, Biblioteka Kongresu) bibliotek. Pierwsze 3 numery wyszły w formie maszynopisu. Od numeru 4 do końca 2014 roku był drukowany w Drukarni Towarzystwa Słowaków w Polsce, a potem w Poligrafii Salezjańskiej.
Biuletyn otrzymuje dotację Ministra Spraw Wewnętrznych i Administracji. W 2019 roku otrzymał kwotę 8 tysięcy złotych, która pokryła jedynie koszt druku. Komputerowy skład pisma redakcja przygotowuje na sprzęcie kupionym ze środków otrzymanych z Fundacji Batorego. Pozostałe (korekta, redakcja) prace są wykonywane społecznie przez członków Ormiańskiego Towarzystwa Kulturalnego. Redakcja nie wypłaca honorariów za publikowane artykuły.
Pismo wychodzi w formacie A-5. Jego objętość początkowo była niewielka i wynosiła 20–30 stron, z czasem zwiększyła się. Niektóre wydane numery mają ponad 100 stron. Pismo jest wydawane w języku polskim, tylko nazwa na okładce jest także w języku ormiańskim. Do 2020 roku ukazało się 103 numery.

## Redakcja
- Pierwszym redaktorem naczelnym była Anna Krzysztofowicz[3], a w skład kolegium wchodzili: Adam Mueck, Michał Teodorowicz, Adam Terlecki i Antoni Amirowicz.

- 2007–2019 Andrzej Pisowicz[1]
- 2019–2021 dr Jakub Osiecki[4]
- 2021– Anna Olszańska[4]

Skład kolegium w 2015 roku: Andrzej Pisowicz, Krzysztof Stopka oraz Franciszek Wasyl. Pod koniec roku zastąpili go Jakub Osiecki i Katarzyna Agopsowicz. 